# Luitpoldstraße 20 (Prichsenstadt)

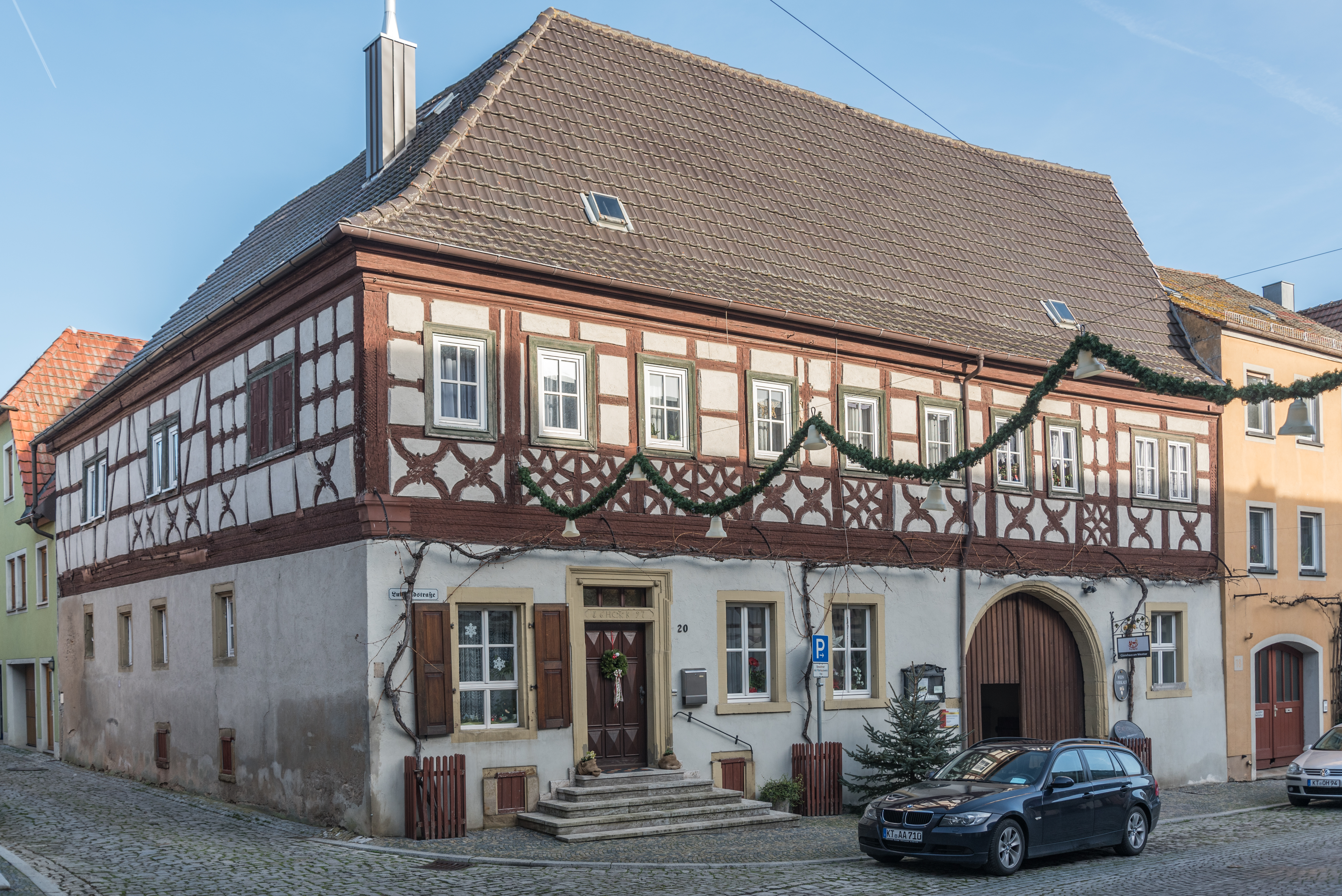
Das Haus in der Luitpoldstraße

Das Haus Luitpoldstraße 20 (früher Hausnummer 113) ist ein denkmalgeschütztes Gebäude in der Kernstadt des unterfränkischen Prichsenstadt. 

## Geschichte
Das Haus Luitpoldstraße 20 wurde lange Zeit von der Familie Kuß bewohnt. Ein gewisser Wollenweber Kuß ließ das Anwesen wohl auch am Ende des 17. Jahrhunderts errichten. Er wurde erst 1695 Bürger der Stadt Prichsenstadt, zwei Jahre später wurde wohl bereits das heutige Gebäude fertiggestellt. Unklar ist, ob der Dreißigjährige Krieg den Vorgängerbau zerstörte, die Lage am Rande der sogenannten Vorstadt lässt eventuell auch auf einen vollständigen Neubau nahe der Stadtbefestigung schließen.
Noch 1744 lebten Mitglieder der Familie Kuß in dem Haus, das mit seinen Karniesprofilen im Erdgeschoss älter wirkt als aus dem 17. Jahrhundert. Dagegen ist das Haus eines der wenigen, die in Prichsenstadt keinem späteren Umbau unterzogen wurden. Das Haus Luitpoldstraße 20 wird vom Bayerischen Landesamt für Denkmalpflege als Baudenkmal eingeordnet. Untertägige Reste eventueller Vorgängerbauten werden als Bodendenkmäler erfasst. Außerdem ist das Haus Teil des Ensembles Altstadt Prichsenstadt.

## Beschreibung
Das Haus wurde auf einem Eckgrundstück errichtet und wurde deshalb zweiflügelig errichtet. Es präsentiert sich als zweigeschossiges Walmdachbauwerk, das in Richtung der Luitpoldstraße mit einer Tordurchfahrt ausgestattet wurde. Das Obergeschoss ist mit Zierfachwerk errichtet worden. Die Tordurchfahrt wurde mit einem schmalen Kantenprofil verziert, während die Haustür eine geohrte und faszierte Rahmung mit Knöpfen besitzt. Oberhalb der Tür ist ein Oberlicht angebracht, ein Zwischensturz wurde mit der Jahreszahl 1697 verziert.
Das Fachwerkobergeschoss wurde in Richtung der Luitpoldstraße mit einem reichen Formenschatz verziert. So weist es ähnliche Elemente wie das Haus Schulinstraße 7 auf. An den Eckpfosten wurden Kantentaustäbe angebracht. Die zur Seitengasse ragenden Hausteile wurden einfacher gestaltet. Im Inneren wurde der Torbau mit nur einer einzigen Kammer ausgestattet, die als repräsentativer Vorzeigeraum mit Zirkelstuckwerk und Medaillons gearbeitet wurde. Unter anderem malte man das Wappen des Hausherrn und Monogramme. Zentral ist ein Fruchtbündel zu sehen.